# Atlántico
Atlántico – departament Kolumbii. Jego stolicą jest miasto Barranquilla.
Powierzchnia departamentu to 3388 km²; w Kolumbii mniejsze od niego są tylko San Andrés i Providencia oraz Quindío.
Jego populacja to 2 272 170 mieszkańców, a gęstość zaludnienia jest najwyższa wśród departamentów Kolumbii i wynosi 670,65 osób na km².

## Gminy
1. Baranoa
2. Barranquilla
3. Campo de La Cruz
4. Candelaria
5. Galapa
6. Juan de Acosta
7. Luruaco
8. Malambo
9. Manatí
10. Palmar de Varela
11. Piojó
12. Polonuevo
13. Ponedera
14. Puerto Colombia
15. Repelón
16. Sabanagrande
17. Sabanalarga
18. Santa Lucía
19. Santo Tomas
20. Soledad
21. Suan
22. Tubará
23. Usiacurí